# 安杰莉卡·巴拉巴诺夫

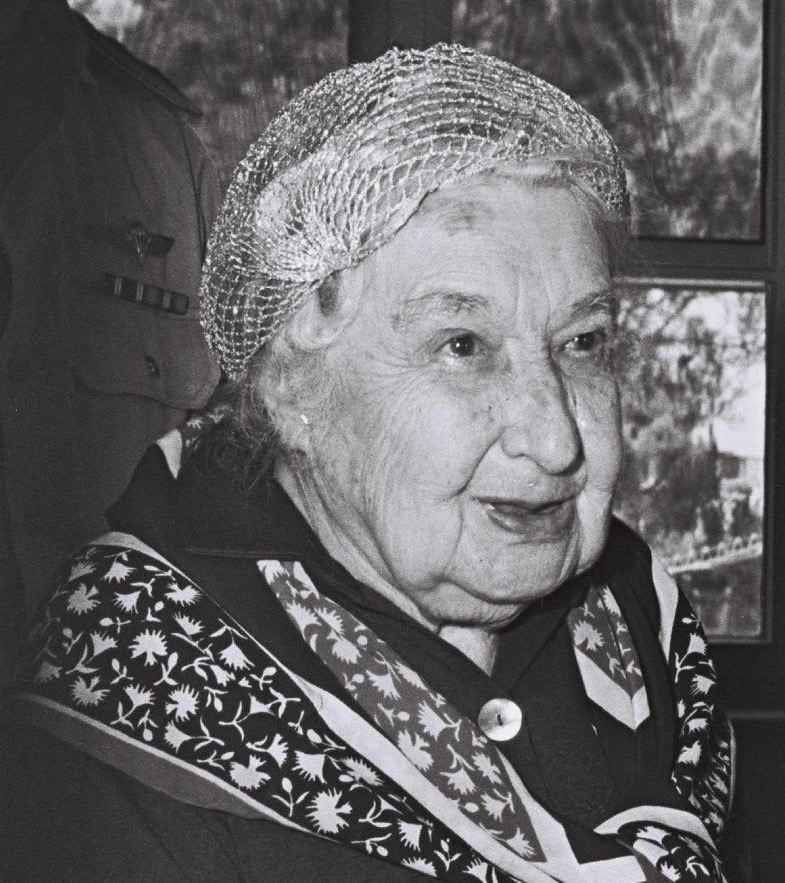
安杰莉卡·巴拉巴诺夫

安杰莉卡·巴拉巴诺夫（義大利語：Angelica Balabanoff，羅馬化：Anzhelika Balabanova；1878年8月4日—1965年11月25日），又译安格里卡·巴拉巴諾夫，俄羅斯猶太人，意大利社会主义活动家，意大利社会党领导人。

## 生平
早年与后来成为意大利法西斯头目的墨索里尼相识。曾参与齐美尔瓦尔德会议，1919年起曾担任共产国际书记，国际社会主义委员会成员，后来与布尔什维克分道扬镳。